# William Gibbons
William Gibbons (* 8. April 1726 in Bear Bluff, Provinz South Carolina; † 27. September 1800 in Savannah, Georgia) war ein US-amerikanischer Jurist und Politiker, der als Delegierter aus Georgia am Kontinentalkongress teilnahm.
Der im heutigen Jasper County in South Carolina geborene William Gibbons wurde in Charleston zum Juristen ausgebildet. Nach seiner Aufnahme in die Anwaltskammer begann er in Savannah (Georgia) zu praktizieren. Von 1760 bis 1762 war er Mitglied des kolonialen Parlaments von Georgia. Als Anhänger der Unabhängigkeitsbewegung trat er 1774 den Sons of Liberty bei. Am 11. Mai 1775 brach er mit einigen Mitstreitern in ein Lagerhaus in Savannah ein, aus dem sie 600 Pfund Schießpulver aus königlichem Besitz stahlen.
Im Juli desselben Jahres nahm Gibbons als Delegierter am Provinzialkongress von Georgia teil; am 11. Dezember 1775 wurde er in das örtliche Committee of Safety berufen. Zwischen 1777 und 1781 war er Mitglied des Exekutivrates von Georgia. Nachdem er von 1781 bis 1782 als beigeordneter Richter am Gerichtshof des Chatham County fungiert hatte, zog er 1783 erstmals als Abgeordneter ins Repräsentantenhaus von Georgia ein. 1784 war er Delegierter zum Kontinentalkongress, der in diesem Jahr in Annapolis und Trenton tagte. Weitere Amtsperioden im Parlament seines Staates schlossen sich von 1785 bis 1789 sowie von 1791 bis 1793 an. Speaker des Repräsentantenhauses war er 1783 (als Nachfolger von Nathan Brownson), 1786 (als Nachfolger von Noble Wimberly Jones) und 1787 (als Nachfolger von Joseph Habersham).
Im Jahr 1789 amtierte Gibbons als Präsident des Verfassungskonvents von Georgia. In der Folge betätigte er sich noch einmal juristisch und gehörte von 1790 bis 1792 als Richter dem Inferior Court im Chatham County an.